# Vama (Suceava)

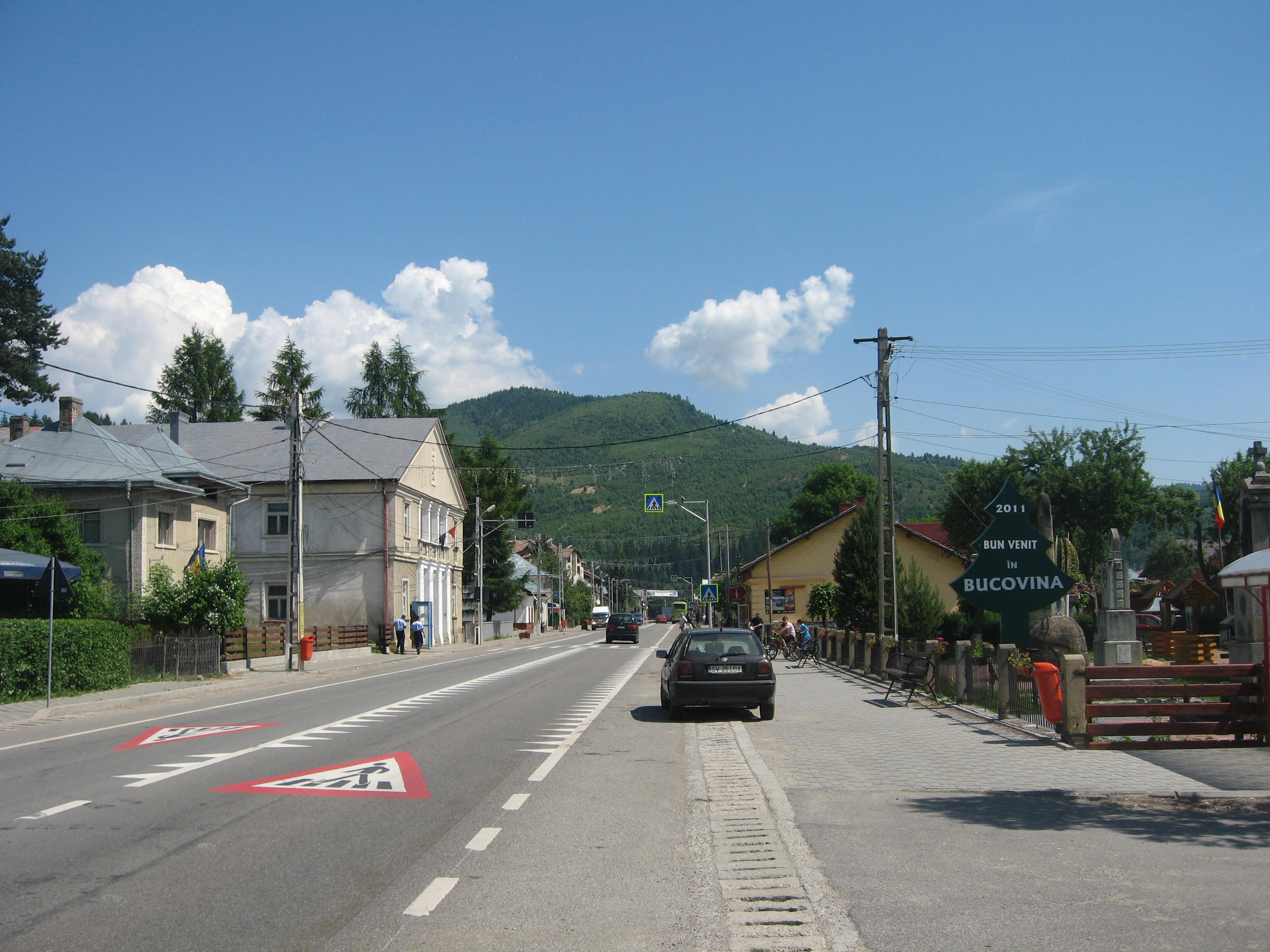
Vama

Vama ist eine Gemeinde im Kreis Suceava in Rumänien. Vama liegt zwischen den beiden Flüssen Moldova und Moldovița. Die Gemeinde befindet sich am Eingang zu den Ostkarpaten bzw. in Siebenbürgen. 

## Namensherkunft
Der Name Vama (rumänisch vama für „Zoll“) deutet auf eine ehemalige Zollstation hin.

## Persönlichkeiten
- Hermann Schieberth (1876–um 1948), österreichischer Fotograf
- Hugo Weczerka (1930–2021), deutscher Historiker